# Брезденюк Валерій Олександрович
Брезденю́к Вале́рій Олекса́ндрович (нар. 17 червня 1963 — 18 лютого 2014, Київ) — український підприємець із Жмеринки, художник у техніці ебру (малюнки на воді). Герой України.

## Життєпис
Народився 17 червня 1963 року у місті Жмеринка Вінницької області. Закінчив жмеринську середню загальноосвітню школу № 5, у 1982 році — Лубенський лісовий технікум за спеціальністю «Лісове господарство».
Був приватним підприємцем, у 90-х роках створив перший у Жмеринці комп'ютерний клуб.
Всі, хто його знав, відзначають, він був надзвичайно захопливою людиною і всі свої починання звик доводити до переможного завершення. Захотів стрибнути з парашутом — і зайнявся парашутним спортом. Любив брати участь у міських святах, а також брав участь у багатьох популярних телевізійних шоу. Побував на «Поле чудес», коли ведучим був Владислав Лістьєв. Брав участь у шоу «Червоне і чорне». Був учасником шоу «Україна має талант». Також переміг на конкурсі талантів у Жмеринці.
Був унікальним художником — працював у техніці ебру (малюнки на воді). За своє життя створив понад 500 картин.
Загинув 18 лютого 2014 року під час мітингу в Києві на Євромайдані. Прощання відбувалося біля батьківської хати Валерія. Відспівували загиблого у храмі Олександра Невського у центрі міста. Похований у Жмеринці.

## Нагороди
- Звання Герой України з удостоєнням ордена «Золота Зірка» (21 листопада 2014, посмертно) — за громадянську мужність, патріотизм, героїчне відстоювання конституційних засад демократії, прав і свобод людини, самовіддане служіння Українському народу, виявлені під час Революції гідності[5]
- Медаль «За жертовність і любов до України» (УПЦ КП, червень 2015) (посмертно)[6]

## Вшанування пам'яті
- 29 квітня 2014 року у Жмеринці на фасаді будівлі середньої загальноосвітньої школи № 5 (вулиця Короленка, 7), де навчався Герой, йому було відкрито меморіальну дошку.[7]
- 25 лютого 2016 року вулицю Радянську в Жмеринці перейменували на честь Валерія Брезденюка[8]